# Operation Infektion
Operation Infektion war der Codename einer vom KGB im Kalten Krieg durchgeführten „aktiven Maßnahme“ zur Desinformation.
Teil dieser „Aktiven Maßnahmen“ war unter anderem das gezielte Streuen verschiedener Gerüchte mit dem Ziel, die NATO und besonders die USA und Israel international zu diskreditieren und damit zu schwächen. Eine dieser Maßnahmen trug den Codenamen Operation Infektion und propagierte die AIDS-Epidemie als eine missglückte oder gezielte Biowaffenoperation der USA.

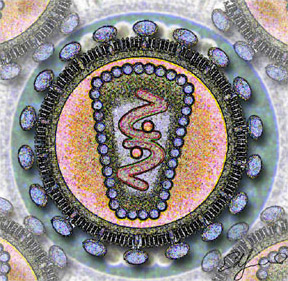
Die AIDS-Epidemie sollte als (Unfall einer) Biowaffenoperation der USA dargestellt werden.

## Bekanntwerden der Operation
Dem russischen KGB-Überläufer Wassili Nikititsch Mitrochin gelang es 1992, eine große Menge Geheimmaterial in die britische Botschaft in Litauen zu schmuggeln, die er im Laufe von zwölf Jahren heimlich im KGB-Archiv kopiert hatte, zu dem er als Leiter des Archivs Zugang hatte. Der britische Historiker Christopher Andrew veröffentlichte zusammen mit Wassili Mitrochin das Buch The Sword and the Shield (Basic Books 1999). Dass es eine vom KGB ausgehende Desinformation zur AIDS-Entstehungsgeschichte gab, wurde bereits 1990 vom ehemaligen KGB-Offizier Oleg Gordijewski behauptet. Der britische Journalist Edward Hooper behauptet, der ehemalige Leiter des russischen Auslandsnachrichtendienstes Sluschba wneschnei raswedki (SWR) und ehemalige stellvertretende Leiter des KGB, Jewgeni Maximowitsch Primakow hätten eine entsprechende Verbreitung von Falschmeldungen zur AIDS-Entstehungsgeschichte bestätigt.  Ein zweifelsfreier Beleg für die Existenz dieser Operation wurde durch Christopher Nehring erbracht, der in Bulgarien auf entsprechende KGB-Dokumente stieß.

## Vorgehensweise
Am 17. Juli 1983 wurde in der indischen Zeitschrift The Patriot ein Artikel veröffentlicht, der vorgeblich von einem „renommierten amerikanischen Soziologen“ verfasst worden war. Hier wurden Sorgen vorgetäuscht, aus einem in Pakistan gebauten amerikanischen Labor könnten dort gehortete HIV-Proben nach Indien verbreitet werden. Um ihn glaubhaft erscheinen zu lassen, wurden in den Bericht Fakten eingestreut, die der Öffentlichkeit im Rahmen des Freedom of Information Act, das amerikanische Biowaffenprogramm betreffend, bereits eröffnet worden waren. Am 30. Oktober 1985 erschien ein Artikel ähnlichen Inhalts in der sowjetischen Wochenzeitung Literaturnaja gaseta. Danach sollen amerikanische Forscher auf der Suche nach biologischen Kampfstoffen ein neuartiges Virus in Afrika entdeckt haben, das im United States Army Medical Research Institute of Infectious Diseases (USAMRIID), einem P4-Forschungslabor zum Studium von Infektionskrankheiten in Fort Detrick, Maryland, vermehrt und untersucht wurde. Dabei sei es dem Labor entwichen und hätte die AIDS-Epidemie ausgelöst. Man stützte sich dabei auf angeblich geheimdienstliche Informationen, die nicht näher genannt wurden. Die Anschuldigungen lösten in Amerika große Entrüstung aus.
Im Zuge der von Gorbatschow angestoßenen Entspannungspolitik kam es vor 1990 zu einer Revidierung der sogenannten Fort-Detrick-These. Im November 1987 distanzierte sich die sowjetische Akademie der Wissenschaften öffentlich davon, weitere öffentliche Erklärungen folgten und im September 1988 wurde die Verbreitung der Behauptung, AIDS sei Ergebnis gescheiterter US-amerikanischer Biowaffenforschung, endgültig eingestellt.

## Rolle der Segals
Die vom KGB verbreitete Verschwörungstheorie wurde ab 1985 vom damals bereits emeritierten Jakob Segal aufgegriffen, ehemaliger Leiter des Instituts für Allgemeine Biologie an der Humboldt-Universität zu Berlin (DDR). Beteiligt war auch seine Frau Lilli Segal. Er trat mit eigenen Verschwörungsthesen, die die Behauptung des KGB teilweise stützten, an die Öffentlichkeit – zunächst in einem Interview mit der taz und in mehreren Monographien. Segals Thesen befeuerten den Skandal um die Anschuldigungen gegen die USA in Hinblick auf AIDS auf einer offenbar wissenschaftlichen Basis. Segal selbst bestritt, „im Auftrage der Stasi“ gehandelt zu haben. Der Molekularbiologe Erhard Geißler kam nach Studium von Stasi-Akten zu dem Schluss, dass das Ministerium für Staatssicherheit nicht an einer Verbreitung der Thesen interessiert war. Vielmehr kamen die Behauptungen Segals der DDR-Führung, welche sich zu jener Zeit um eine Entspannungspolitik mit den USA bemühte, eher ungelegen. Die Unterstellung, hinter Segals Verschwörungstheorie stecke die Stasi, sei selbst eine Verschwörungstheorie.
In der Vergangenheit wurde wiederholt behauptet, Segal sei in entsprechende Aktionspläne des KGB und der Stasi eingebunden gewesen oder sogar direkt beauftragt worden, der Operation Infektion eine wissenschaftliche Grundlage zu liefern. Recherchen in Stasiunterlagen ergaben jedoch keine sicheren Befunde für diese Interpretation. Auch das in Bulgarien aufgetauchte KGB-Dokument enthielt keine Hinweise darauf. Dagegen sind weitere KGB-Dokumente von 1987 aufgetaucht, in denen vermerkt ist, dass Segal seine Vorstellungen unabhängig von dem Dienst entwickelt habe. Nachweislich unzutreffende Interpretationen dieses Sachverhalts wurden durch Thomas Boghardt, ehemals Historiker am Internationalen Spionage-Museum Washington befeuert. Er stützte sich auf Aussagen des ehemaligen Stasi-Offiziers Günter Bohnsack, wonach die AIDS-Kampagne, in deren Mittelpunkt Segal gestanden habe, eine „Desinformationsaktion“ der Abteilung X der Hauptverwaltung A gewesen sei. Ziel sei die Irreführung der Bundesrepublik gewesen. Seine Angaben über die Segals stehen in großem Widerspruch zu den zugänglichen Stasiunterlagen. Boghardt blieb trotz dieser Widersprüche unbeirrt und erhielt aktive Unterstützung durch die CIA, die bis heute einen preisgekrönten Artikel über angebliche Verstrickungen der Segals mit dem Operationsplan des KGB und der Stasi verbreitet. Erhard Geißler spricht in diesem Zusammenhang von „Desinformation im Quadrat“. Als Beispiel legte er dar, Bohnsack wie auch Boghardt hätten behauptet, die Segals seien 1986 von als US-Diplomaten verkleideten Stasi-Offizieren besucht worden. Geißler belegte, dass es sich dabei tatsächlich um US-Diplomaten handelte.
An eine aktive Rolle der Stasi und des KGB glauben hingegen Douglas Selvage von der Behörde des Bundesbeauftragten für die Unterlagen des Staatssicherheitsdienstes und Christopher Nehring, Wissenschaftlicher Leiter des Deutschen Spionagemuseums.

## Nachwirkungen
Im Jahr 1992 gaben 15 Prozent von wahllos befragten Amerikanern an, sie hielten die Aussage „das AIDS-Virus ist absichtlich in einem Regierungslabor erzeugt worden“ für „sicher oder wahrscheinlich wahr“, wobei sich Afro-Amerikaner als besonders anfällig für diese Verschwörungstheorie erwiesen.
Eine weitere im Jahr 1997 durchgeführte Umfrage ergab, dass 29 Prozent der Afro-Amerikaner der Aussage „AIDS ist absichtlich in einem Labor geschaffen worden um schwarze Menschen zu infizieren“ für „wahr oder möglicherweise wahr“ hielten.
Im Rahmen einer durch die RAND Corporation im Jahr 2005 durchgeführten Umfrage gaben sogar 50 Prozent der befragten Afroamerikaner an, sie seien sicher, dass HIV „von Menschen gemacht“ sei. 15 Prozent meinten hierbei, AIDS diene einem gezielten Völkermord an schwarzen Menschen.